# Pandemia de COVID-19 na Lituânia
Este artigo documenta os impactos da pandemia de coronavírus de 2020 na Lituânia e pode não incluir todas as principais respostas e medidas contemporâneas.

## Linha do tempo
Em dezembro de 2019, o Aeroporto de Vilnius conduziu uma atividade como resposta de preparo ao vírus.
A partir de 25 de janeiro de 2020, especialistas do Centro Nacional de Saúde Pública passaram a consultar viajantes que visitaram a China nos três aeroportos do país. Em 26 de fevereiro, a Lituânia declarou estado de emergência com uma medida preventiva contra a transmissão do COVID-19.
Em 28 de fevereiro, a Lituânia confirmou o primeiro caso de COVID-19, uma mulher de 39 anos de idade que chegou a Kaunas após uma viagem a Verona, na Itália, depois de uma viagem de negócios. Ela foi, então, hospitalizada em Šiauliai.  No mesmo dia, o Seimas cancelou todos os eventos públicos até dia 30 de abril.
Em 10 de março, dois casos de COVID-19 foram confirmados em Kaunas. O casal estavam numa estação de esqui em Cortina d'Ampezzo, na Itália, entre o final de fevereiro e a primeira semana de março.
Em 12 de março, o governo da Lituânia decretou que eventos públicos de mais 100 presentes. No mesmo dia, o governo ordenou que todas as instituições educacionais, incluindo escolas do jardim de infância, escolas públicas e universidades, por um período de duas semanas.
Em 13 de março, três novos casos de COVID-19 foram confirmados. Uma mulher espanhola de Madrid teve a infecção confirmada em Vilnius, outra em Klaipėda e um homem em Kaunas que havia viajado para o norte da Itália.
Em 14 de março, dois novos casos foram confirmados. O primeiro, um estudante que voltou de viagem da Dinamarca, em 10 de março, e foi de ônibus a Vilnius e depois para Kretinga. Outro lituano, que voltou da Itália, teve a infecção confirmada. No mesmo dia, o primeiro caso de recuperação foi confirmado.
A partir de 16 de março, a Lituânia iniciou o processo de quarentena. Todos os encontros públicos e privados foram proibidos; todos os serviços de varejo, exceto mercearias, farmácias e farmácias veterinárias foram fechadas; todos os restaurantes e bares foram fechados, deixando a opção de levar a comida; as fronteiras foram fechadas para estrangeiros, independentemente do meio de transporte, excluindo cargas e transportes especiais todas as viagensi internacionais de saída foram proibidas. A quarentena está programada para durar até 30 de março. Mais de um caos foi descoberto em Panevėžys, sendo um homem de 31 anos que veio da Holanda.